# Пауло Дибала
Пауло Дибала (шп. Paulo Dybala; 15. новембар 1993) аргентински је фудбалер који тренутно наступа за Рому и фудбалску репрезентацију Аргентине на позицији нападача.
Рођен је у Лагуна Ларги, у Кордоби, фудбалом је почео да се бави 2003, са 10 година, а након девет година проведених у клубу Институто де Кордоба, у домовини — почео је професионалну каријеру 2011, такође у Институту. Након једне сезоне у Аргентини, прешао је у Палермо 2012. године. У сезони 2014/15 био је најбољи асистент Серије А. Након добрих партија у Палерму, прешао је у Јувентус 2015 године. Изабран је у идеални тим Серије А за сезону 2015/16, док је по избору удружења европских спортских медија — ESM, изабран у тим године за сезону 2016/17. У Јувентусу, Дибала је узео број 10 у августу 2017; десетку су прије њега носиле највеће звијезде Јувентуса. На љето 2022. као слободан играч прешао је у Рому.
Због креативног начина игре, технике, талента и голгетерског учинка, добио је надимак ла Хоја (шп. La Joya; досл. драгуљ).
Дибала је могао да игра за Пољску и Италију, али је изабрао Аргентину, изјавивши да је одувијек сањао да игра за репрезентацију Аргентине. За репрезентацију Аргентине дебитовао је 13. октобра 2015, на мечу против Парагваја. Нашао се на ширем списку за Олимпијске игре 2016, али се није нашао међу 23 фудбалера Аргентине на Олимпијским играма.

## Дјетињство и јуниорска каријера
Пауло Дибала је рођен у Лагуна Ларги, у Кордоби. Његов дјед, Болеслав Дибала, је из села Красњиов, из Пољске. Пребјегао је из Пољске у Аргентину током Другог свјетског рата. Дибалина породица има и италијанске коријене, његова баба по мајци је из округа Напуљ. Званично је добио италијанско држављанство 13. августа 2012. године.

## Клупска каријера

### Институто де Кордоба
Због своје игре, добио је надимке "La Joya" и "El pibe de la pensión". Професионалну каријеру почео је са 17 година, у клубу Институто де Кордоба, који се такмичио у Другој лиги Аргентине. Одиграо је за клуб 40 утакмица и постигао 17 голова. Постао је најмлађи фудбалер који је постигао гол за клуб, срушивши рекорд Мариа Кемпеса. Дибала је такође постао први играч који је одиграо 38 утакмица у некој од професионалних лига у држави, такође срушивши рекорд Кемпеса, док је постао и први који је постигао два хет трика у сезони. Постигао је гол на шест утакмица заредом, чиме је срушио претходни рекорд од четири утакмице.

### Палермо
На дан 29. априла 2012. године, предсједник Палерма, Маурицио Зампарини, објавио је да је Дибала потписао уговор за клуб, изјавивши: „Добили смо Паола Дибалу — новог Серхија Агвера“. Касније истог дана, генерални секретар клуба Институто де Кордоба, Жозе Текс, изјавио је да особа која је обавила преговоре са Палермом, нема дозволу да прода Дибалу. Ипак, Дибала је 20. јула 2012 године потписао четворогодишњи уговор са Палермом, у који је прешао за осам милиона евра.
За клуб је дебитовао у Серији А на утакмици против Лација, док је прва два гола постигао 11. новембра 2012, у побједи 2:0 против Сампдорије. У сезони 2014/15, постигао је десет голова у првом дијелу сезоне, и повезиван је са бројним клубовима у Европи. Сезону је завршио као најбољи асистент лиге, са 10 асистенција и 13 постигнутих голова.

### Јувентус

#### Сезона 2015/16
На дан 4. јуна 2015. године, Дибала је потписао петогодишњи уговор са Јувентусом, који је прешао из Палерма за 32 милиона евра. Узео је дрес са бројем 21, који је прије њега носио Андреа Пирло, који је тог љета напустио клуб. Дебитовао је у Суперкупу Италије, против Лација, у утакмици која је играна 8. августа у Шангају. Ушао је у 61 минуту, умјесто Кингслеа Комана, а у 73 минуту постигао је други гол за побједу 2:0. На дан 30. августа 2015. године, постигао је први гол у лиги, у побједи 2:1 против Роме; постигао је гол за побједу у 87 минуту. На првих 16 утакмица у сезони, постигао је шест голова и двије асистенције у свим такмичењима, чиме је стигао до просјека да постиже гол на сваких 151 минут, што је бољи просјек од онога који су имали Карлос Тевез и Алесандро дел Пјеро у дебитантским сезонама, док је само Роберто Бађо имао бољи учинак у дебитантској сезони у Јувентусу.
Први гол у Купу Италије постигао је 16. децембра, у побједи 4:0 против Торина. На дан 23. фебруара 2016. године, постигао је први гол у Лиги шампиона, у ремију кући 2:2 против Бајерн Минхена у првој утакмици осмине финала у сезони 2015/16. На дан 15. марта, објављено је да ће Дибала пропустити реванш утакмицу против Бајерна, због преоптерећења мишића листа. Вратио се четири дана касније, у побједи против Торина 4:1, али је изашао из игре након што се поново повриједио. На дан 21. априла, постигао је два гола у побједи 3:0 против Лација, што му је био 16 гол у лиги на 31 утакмици, а укупно 20 гол у сезони, у свим такмичењима. Сезону је завршио као најбољи стријелац клуба, са постигнутих 23 гола у свим такмичењима, од чега 19 у Серији А, док је Јувентус освојио пету узастопну титулу. Серију А је завршио као други стријелац, иза Гонзала Игваина, који је постигао 36 голова.

## Трофеји

### Палермо
- Серија Б (1) : 2013/14.

### Јувентус
- Првенство Италије (5) : 2015/16, 2016/17, 2017/18, 2018/19, 2019/20.
- Куп Италије (4) : 2015/16, 2016/17, 2017/18, 2020/21.
- Суперкуп Италије (3) : 2015, 2018, 2020.
- Лига шампиона : финале 2016/17.

### Аргентина
- Светско првенство (1) : 2022.
- КОНМЕБОЛ–УЕФА куп шампиона (1) : 2022.